# Ричмонд (Квебек)
Ричмонд (енгл. Richmond) је град у Канади у покрајини Квебек. Према резултатима пописа 2011. у граду је живело 3.275 становника.

## Становништво
Према резултатима пописа становништва из 2011. у граду је живело 3.275 становника, што је за 1,8% мање у односу на попис из 2006. када је регистровано 3.336 житеља.
| 2006. | 2011. | 2016. |
| ----- | ----- | ----- |
| 3.336 | 3.275 | 3.232 |